# Onychogomphus banteng
Onychogomphus banteng är en trollsländeart som beskrevs av Maurits Anne Lieftinck 1929. Onychogomphus banteng ingår i släktet Onychogomphus och familjen flodtrollsländor. IUCN kategoriserar arten globalt som otillräckligt studerad. Inga underarter finns listade i Catalogue of Life.